# Novion-Porcien
Novion-Porcien ist eine französische Gemeinde mit 519 Einwohnern (Stand: 1. Januar 2022) im Département Ardennes in der Region Grand Est (vor 2016 Champagne-Ardenne); sie gehört zum Arrondissement Rethel und zum Kanton Signy-l’Abbaye.

## Geographie
Novion-Porcien liegt etwa 47 Kilometer nordnordöstlich von Reims am Fluss Plumion. Umgeben wird Novion-Porcien von den Nachbargemeinden Wagnon im Norden, Viel-Saint-Remy im Norden und Nordosten, Faissault im Osten, Corny-Machéroménil im Osten und Südosten, Novy-Chevrières im Südosten und Süden, Sorbon im Südwesten, Sery im Südwesten und Westen sowie Mesmont im Westen und Nordwesten.

## Bevölkerungsentwicklung
| 1962                       | 1968 | 1975 | 1982 | 1990 | 1999 | 2006 | 2019 |
| -------------------------- | ---- | ---- | ---- | ---- | ---- | ---- | ---- |
| 612                        | 573  | 498  | 467  | 477  | 481  | 494  | 497  |
| Quellen: Cassini und INSEE |      |      |      |      |      |      |      |

## Bauwerke
- Kirche Saint-Pierre
- Museum über den Krieg und Frieden in den Ardennen

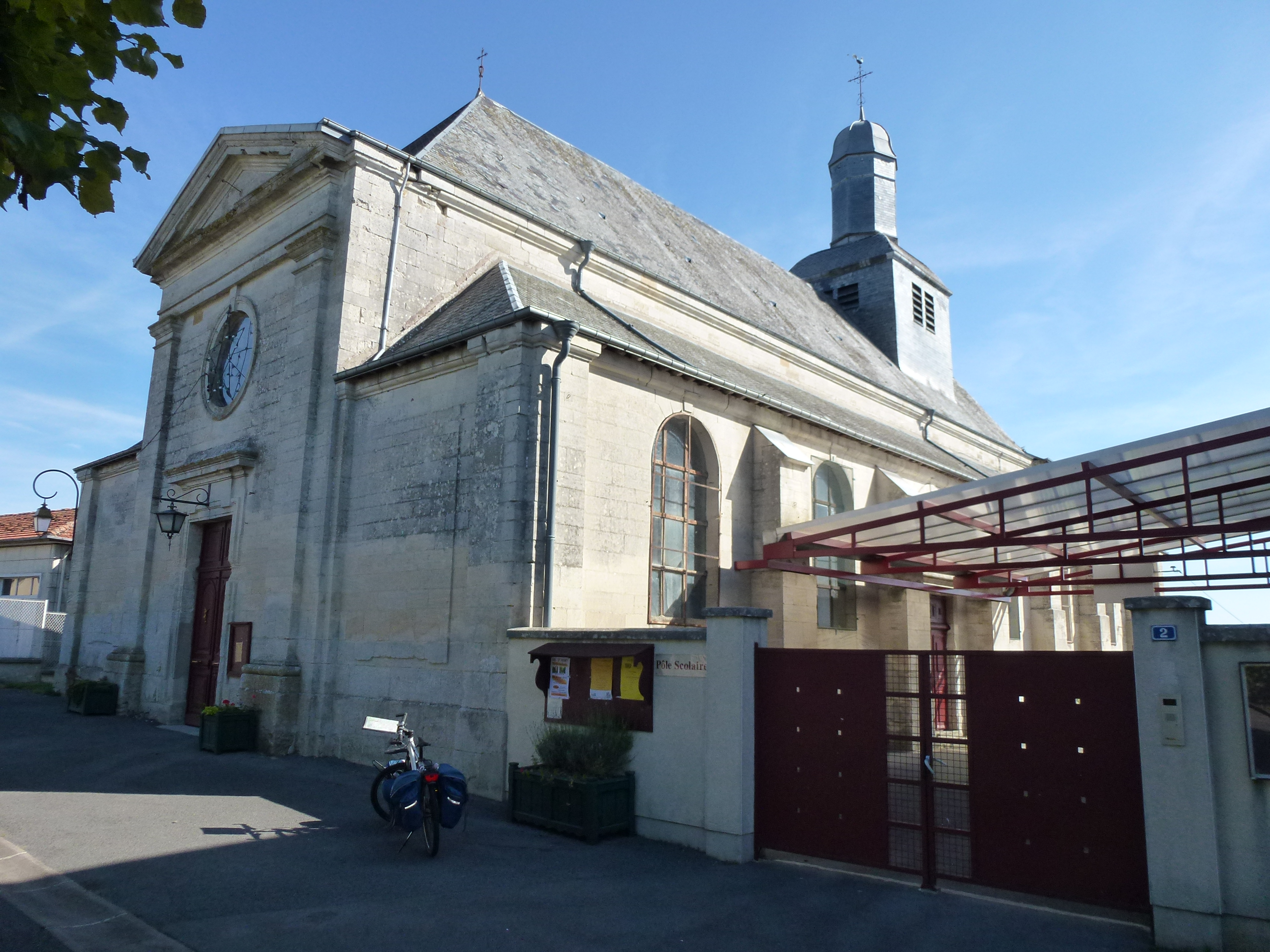
Kirche Saint-Pierre